# Josef Reiter (Komponist)

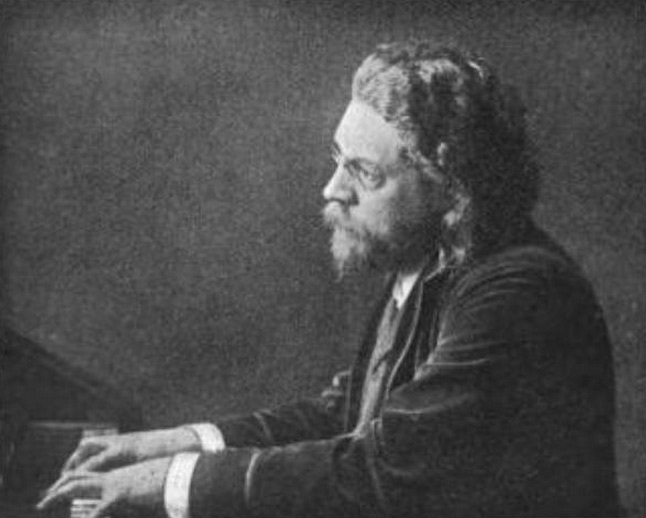
Josef Reiter (1905)

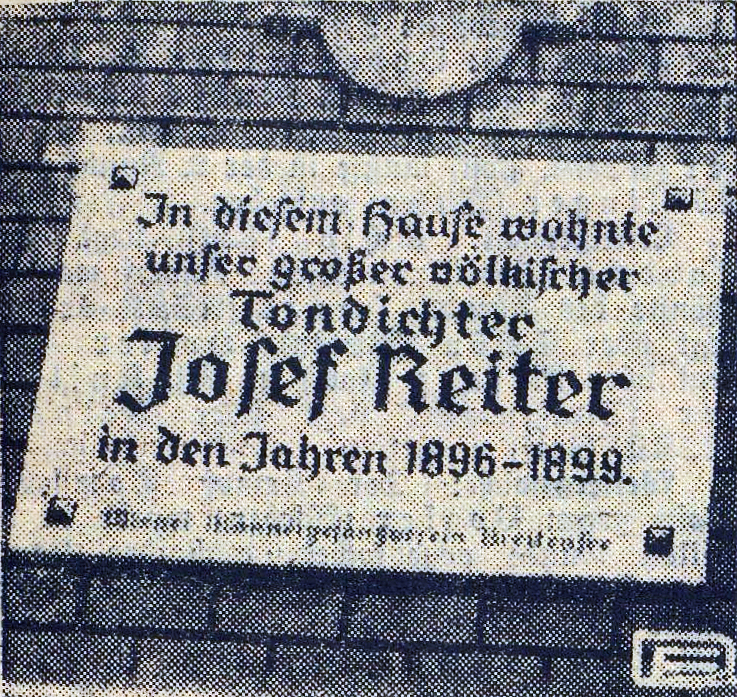
Gedenktafel vom 15. Juni 1938 am Haus Wien-Penzing, Kendlerstraße 25

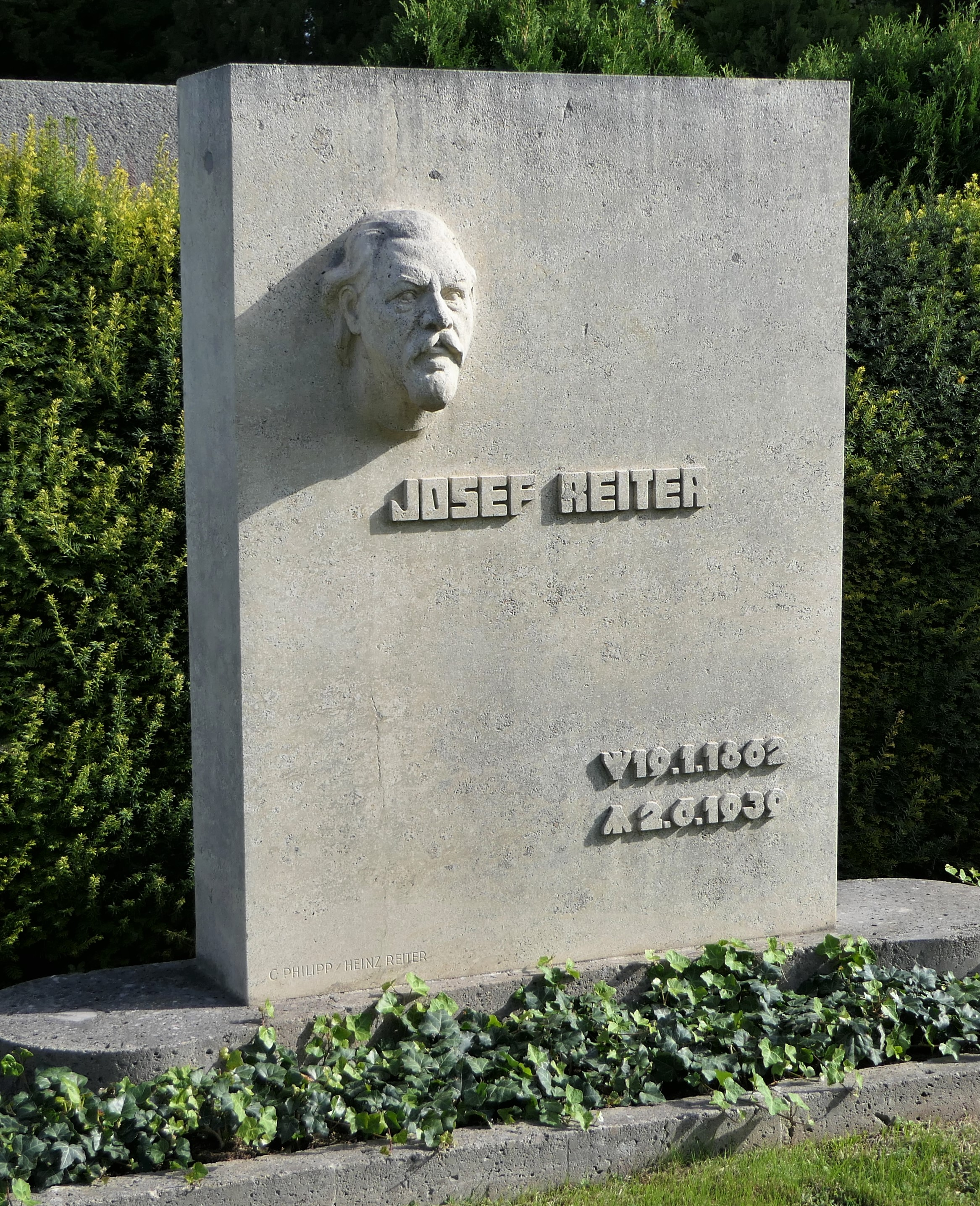
Grabstätte von Josef Reiter

Josef Reiter (* 19. Jänner 1862 in Braunau am Inn; † 2. Juni 1939 in Bad Reichenhall, bisweilen auch: Bayerisch Gmain) war ein österreichischer Musikpädagoge, Chorleiter, Kapellmeister und Komponist.

## Leben und Wirken
Reiter war der Sohn von Franz Reiter (* 26. November 1835 in Bad Ischl; † 27. November 1888 in Linz-Urfahr, Pädagoge, Organist, Gesangslehrer und Komponist von mehr als 400 Kirchenkompositionen und Vertonungen von Stelzhamer-Gedichten), besuchte das Gymnasium und die Lehrerbildungsanstalt in Linz und war dann in verschiedenen oberösterreichischen Orten als Lehrer tätig.
Nach Ablegung der Staatsprüfung für Orgel, Klavier und Gesang im Jahr 1884 unterrichtete er von 1886 bis 1889 Gesang an einer Mädchenbürgerschule in Hernals und war dann von 1886 bis 1908 Musiklehrer an einem Gymnasium in Margareten. Zusätzlich unterrichtet er von 1886 bis 1893 zunächst Klavier und später auch Gesang und Orgel an den Horak’schen Musikschulen in Wien. Er hatte eine größere Schar an Bewunderern, die sich 1899 im deutsch-national ausgerichteten Josef-Reiter-Verein zusammenschloss. Sein Einakter Der Bundschuh wurde am 13. November 1900 unter der Leitung von Gustav Mahler an der Wiener Hofoper aufgeführt.
Von 1908 bis 1911 war er Direktor des Salzburger Mozarteums. Er gründete bzw. dirigierte diverse Gesangsvereine und lebte ab 1912 als freischaffender Künstler wieder in Wien, wo der 1917 bis 1918 von seinem Librettisten und Freund Max von Millenkovich-Morold (1866–1945) als Kapellmeister des Hofburgtheaters berufen wurde.
Ab 1921 hielt er sich häufig auf Schloss Riedegg bei Gallneukirchen und in Großgmain und Bayerisch Gmain auf. Er war u. a. Mitglied der Innviertler Künstlergilde.
Bereits 1929 war Reiter Wahlkandidat der NSDAP. An seinem ständigen Wohnort in Großgmain wurde angenommen, Reiter versorge in seinem Haus Illegale auf ihrem Weg in das für sie sichere Bayerisch Gmain. Nach der im Bundesland Salzburg betriebenen (mit Verlust der Alterspension verbundenen) Ausbürgerung übersiedelte der Komponist 1933 nach jenseits der Grenze, wo er zu Ostern des Jahres von Adolf Hitler auf dem Berghof empfangen wurde. 1938, wenige Tage nach dem Anschluss, erfolgte die (von Feiern begleitete) Rückkehr nach Österreich.
Aus Anlass von Josef Reiters Ableben fand am 7. Juni 1939 im Wiener Konzerthaus eine Trauerfeier statt, bei der SS-Standartenführer Hanns Blaschke (1896–1971), Leiter des Kulturamtes der Stadt Wien, die Gedächtnisrede hielt. Reiter wurde in der Folge in einem Ehrengrab auf dem Wiener Zentralfriedhof (Gruppe 32C, Nummer 17) bestattet. Der Ehrengrabstatus wurde 2004 aberkannt, die Grabstelle ist heute ohne besondere Widmung. 2025 wurde Reiter die 1922 erhaltene Ehrenbürgerschaft seiner Heimatstadt Braunau am Inn aberkannt. Anfang Juli 2025 beschloss der Braunauer Gemeinderat die Umbenennung der Josef-Reiter-Straße.

## Werke
Bekannt wurde er durch seine Lieder- und Chorkompositionen, während sich seine Opern nicht durchsetzen konnten. Seine Orchester- und Kammermusikwerke orientieren sich an der Klassik.
- Der Bundschuh (1894)
- Klopstock in Zürich (1894)
- Der Totentanz (1908)
- Der Tell (1917)
- Bühnenmusik zu Ferdinand Raimunds Der Bauer als Millionär (1918)
- Goethe-Symphonie (1931; zweiter Satz Adolf Hitler gewidmet)
- Kantate über den Anschluss (1938)
- Messen
- 150 Lieder und Balladen
- 300 Chöre
- 40 Klavier- und Orgelwerke

## Ehrungen, Auszeichnungen, Preise (Auswahl)
- Gedenktafel am Haus Wien-Meidling, Hetzendorfer Straße 89 (1927; Bezug: 1893, Klopstock in Zürich)[3]
- Ehrenmitglied des Wiener Männergesang-Vereins (1929, bei Zueignung des schriftlichen Nachlasses)[9]
- Ehrenbürger von Wien[3] (vor 1938)
- Ehrenbürger von Braunau am Inn[3] (vor 1938)
- Beethoven-Preis (Preis der Preußischen Akademie der Künste) (1937)[2]
- Goethe-Medaille für Kunst und Wissenschaft (1937)[2]
- Ehrenbürger von Salzburg (1938)
- Goldenes Parteiabzeichen der NSDAP (ohne Jahr)[4]

## Rezeption
- Die digitale Kunstinitiative Memory Gaps ::: Erinnerungslücken von Konstanze Sailer schlug seit 2016 in mehreren Intervention vor, die nach Josef Reiter benannte Straße in Braunau am Inn nach einem weiblichen Opfer der NS-Diktatur umzubenennen.[10] 2025 wurde die Josef-Reiter-Straße zugleich mit der Franz-Resl-Straße umbenannt.[11][12]
- Ebenso empfahl Memory Gaps 2023, die im Wiener Bezirk Penzing seit 1938 befindliche Gedenktafel für Josef Reiter zu entfernen.[13]